# 7menos20
7menos20 es un colectivo LGBT que nació en 2006 en Vitoria con el objetivo de visibilizar la sexualidad de las lesbianas.

## Historia
En 2006 se produjo un encuentro entre lesbianas en Maestu, tras el cual un grupo de mujeres decidió crear el colectivo 7menos20. El origen del nombre se debe a las siete personas que se reunieron en el grupo fundador y que cada una puso 20 euros para cubrir los gastos de Maestu.
Tienen una amplia trayectoria de colaboración con otros colectivos y se han reunido con otros grupos transfeministas del País Vasco como MDMA de Bilbao o Sare Lesbianista, entre otros. En 2010 publicaron junto a varios grupos un manifiesto de insurrección transfemista. Del mismo modo, han trabajado con la Asamblea de Mujeres de Álava, logrando que se añadiera un punto de vista lésbico a la organización del Día Internacional de la Mujer del 8 de marzo y del Día Internacional de la Eliminación de la Violencia contra la Mujer el 25 de noviembre. Mantienen una relación muy estrecha, y en 2016, por el décimo aniversario del colectivo, organizaron una boda pública como celebración.
En 2015 colaboraron con el colectivo de mujeres lesbianas de K'inal Antzeti de Chiapas, conociendo y compartiendo sus diferentes realidades con el fin de proponer actividades conjuntas para recuperar su memoria histórica. Estas actividades fueron una continuación del trabajo realizado dentro del proyecto «Identidades lesbianas a través de fronteras» financiado por el Ayuntamiento de Vitoria. La historia de lucha y resistencia de la comunidad indígena y las comunidades urbanas desde 1985 fue representada en el documental «Esas, ellas, nosotras».

## Activismo
Las personas que pertenecen al colectivo 7menos20 distinguen entre las personas que crean el discurso y las que lo ponen en práctica. Con sus acciones quieren trasladar discursos sobre la diversidad sexual a la ciudadanía y, en Súkubo, un espacio transfeminista en Vitoria, han intentado aplicar las aportaciones teóricas que han desarrollado en la calle con expertos como Miquel Missé, Raquel Lucas Platero, Itziar Ziga o Javier Sáez a nivel nacional.
Uno de sus principales objetivos es romper los tabúes sexuales del contacto físico y el derecho al placer. De esta forma visibilizan la sexualidad lésbica, rompiendo con la creencia de que las relaciones entre mujeres deben estar necesariamente ligadas al amor.
Realizan acciones de sensibilización por toda Álava con el fin de crear un debate sobre la realidad lésbica. A menudo difunden sus mensajes a través del humor. Uno de sus lemas es: «si no puedo reír, si no puedo bailar, esta no es mi revolución». Han realizado y mostrado videos provocativos en congresos y reuniones.
Forman parte de la Plataforma por los Derechos Humanos de Vitoria-Gasteiz junto a otros colectivos locales como Kitzikan, la Asamblea de Mujeres Árabes, Bilgune Feminista y Mugarik Gabe. También organizan actividades de ocio: excursiones a la montaña, talleres de alfarería, shiatsu, yoga, talleres de drag king y obras de teatro, entre ellas «Epaiketa sistemari».